# Neu!
Neu! (stiliseret i store bogstaver som NEU!) var et vesttysk krautrock-band, som blev dannet i 1971 i Düsseldorf af Klaus Dinger og Michael Rother, som begge var tidligere medlemmer af Kraftwerk. Gruppens albums blev alle produceret af Conny Plank, som havde en meget stor indflydelse på bandets lyd, og er blevet beskrevet som et tredje, uofficielt bandmedlem. Bandet udgav tre album i løbet af 1970'erne, før de gik i opløsning i 1975. De vendte kortvarigt tilbage i 1985, men gik i opløsning året efter.
Bandets musik er kendetegnet af gentagende og pulserende rytmer og melodier, der rent kompositorisk var utroligt simple - flere af deres sange indeholder kun én eller to akkorder. Neu! var sammen med Can med til at bruge det såkaldte motorik-beat, en bastung gentagende trommerytme, der er blevet sammenliget med lyden af en motor, der kører.
Neu! havde begrænset kommerciel succes i deres aktive år, men har i eftertiden modtaget anerkendelse for deres centrale rolle i krautrock-bevægelsen i 1970'erne, og deres minimalistiske stil har været en indflydelse for mange senere kunstnere som David Bowie, Iggy Pop, Sonic Youth og andre. David Bowies sang "Heroes" er angiveligt en hilsen til sangen "Hero" fra albummet "Neu! '75".

## Diskografi
- Neu! (1972)
- Neu! 2 (1973)
- Neu! '75 (1975)
- Neu! '86 (2010)